# Occidryas sternitzkyi
Occidryas sternitzkyi är en fjärilsart som beskrevs av Gunder 1929. Occidryas sternitzkyi ingår i släktet Occidryas och familjen praktfjärilar. Inga underarter finns listade i Catalogue of Life.